# Rennquintett

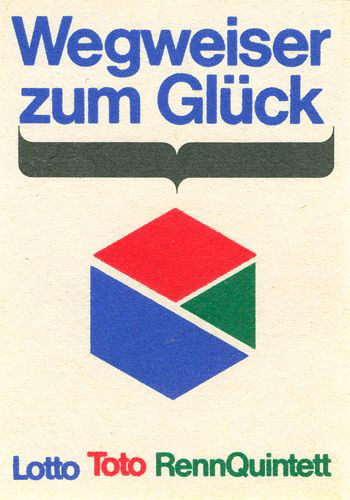
Werbelogo

Das Rennquintett (Eigenschreibweise RennQuintett) war eine Pferdewette, die vom Deutschen Lotto- und Totoblock angeboten wurde.

## Begriffserklärung
Der Name RennQuintett erklärt sich aus der anfänglichen Spielformel „5 aus 16“, nach der aus den jeweiligen Rennen mit sechzehn Teilnehmern die fünf Ersten, also ein Quintett, des Einlaufs ausgewählt werden sollten.

## Werbewirkung
Nach Etablierung der Pferdewette wurde der Werbeslogan Lotto-Toto-RennQuintett eingeführt und war nun Erkennungsmerkmal der meisten Annahmestellen. Eventuell hat dieser Werbespruch zum langen Überleben des RennQuintetts beigetragen, hätten andernfalls die Schriftzüge an den Annahmestellen geändert werden müssen.

## Spielregeln
Die Wettannahme erfolgte von Montag bis Freitag zunächst über die rund 4.000 Lottoannahmestellen des Landes NRW. War der Freitag ein Feiertag (z. B. Karfreitag) war bereits am Donnerstag Annahmeschluss. RennQuintett-Rennen fanden einmal wöchentlich am Wochenende statt.
50 % der eingesetzten Gelder wurden hierbei wieder an die Gewinner ausgeschüttet. Die anderen 50 % kamen dem Pferderennsport zugute. Das RennQuintett wurde immer auf einer der deutschen Galopprennbahnen oder Trabrennbahnen ausgetragen.
Im Laufe der Jahre wurden die Spielregeln mehrfach geändert oder angepasst. Nachfolgend eine Zusammenfassung der wichtigsten Regeln und Änderungen.

### Ursprüngliches Regelwerk 5 aus 16
Im ursprünglichen Regelwerk ging es darum, aus den 16 startenden Pferden des RennQuintett-Rennens die ersten fünf Pferde vorherzusagen. Hierbei wurden dem Spieler zwei Gewinnchancen geboten, der Pferdetoto und das Pferdelotto. Zu den 16 genannten Pferden wurden drei Pferde als Ersatzpferde angegeben, welche bei Nichtteilnahme eines Pferdes an dessen Stelle gesetzt wurden. Der Wetteinsatz betrug pro Tipp 2 DM für beide Gewinnchancen. Zusätzlich wurde eine Bearbeitungsgebühr erhoben. Im Pferdetoto mussten aus den 16 startenden Pferden des RennQuintett-Rennens die ersten fünf Pferde in der richtigen Reihenfolge vorhergesagt werden.
Im Pferdelotto wurden den 16 startenden Pferden des RennQuintett-Rennens vor dem Start auf der Rennbahn Nummern (Lottonummern) zugelost, die dem Spieler bis zu diesem Zeitpunkt nicht bekannt gewesen waren. Diese Lottonummern wurden vom Jockey bzw. Fahrer als Armbinde getragen, die regulären Startnummern auf der Satteldecke des Pferdes bzw. am Kammdeckel.
Der auszuschüttende Gewinnanteil wurde je zur Hälfte auf den Pferdetoto und das Pferdelotto verteilt und hier zu gleichen Teilen in den Gewinnrängen auf die Anzahl der gewinnenden Spieler ausgezahlt.
Gewinnverteilung im Pferdetoto:
- Gewinnrang 1: wenn alle fünf Pferde in der korrekten Reihenfolge vorhergesagt wurden.
- Gewinnrang 2: wenn vier der ersten fünf Pferde an korrekter Stelle angegeben waren.
- Gewinnrang 3: wenn drei der ersten fünf Pferde an korrekter Stelle angegeben waren.

Gewinnverteilung im Pferdelotto:
- Gewinnrang 1: wenn alle fünf Lottonummern an richtiger Platzierung getroffen wurden.
- Gewinnrang 2: wenn vier der fünf Lottonummern an richtiger Platzierung getroffen wurden.
- Gewinnrang 3: wenn drei der fünf Lottonummern an richtiger Platzierung getroffen wurden.

Zusätzlich nahm jeder Spielschein automatisch an der Auslosung der Olympia-Lotterie teil.
Ab der dritten Ausspielung wurden die Beträge aus nicht getroffenen Gewinnrängen nicht mehr auf die darunterliegenden Gewinnränge verteilt, sondern Jackpots gebildet.
Ab Mai 1971 wurden Prämienverlosungen eingeführt, an denen alle abgegebenen Spielscheine teilnahmen. Zu gewinnen gab es Bargeld oder Sachgüter (z. B. Autos).
Im Juni 1971 wurden in den Lottoannahmestellen die ersten Systemscheine ausgelegt. Hierbei konnten Pferde an festen Stellen (1., 2., 3., 4. oder 5. Platz) als Bankzahlen (Bankpferde) gesetzt werden. Die Systemzahlen waren Pferde, welche auf den freien Plätzen an beliebigen Stellen einlaufen konnten. Die Anzahl der Tipps (Anzahl der Wetten) konnte anhand der Systemnummer aus einer Tabelle abgelesen werden. Hierbei ergab die Anzahl der Bankzahlen und die Anzahl der Systemzahlen die Nummer des Spielsystems (Beispiel: 2 Bankzahlen kombiniert mit 5 Systemzahlen = System 25).
Ab Juli wurden zwei zusätzliche Prämienränge eingeführt. Für 5 Pferde in beliebiger Reihenfolge wurden 50 DM und für vier Pferde in beliebiger Reihenfolge 2,50 DM ausgeschüttet.

### Regelwerk 5 aus 18
Die Regeln entsprachen der ursprünglichen Spielformel 5 aus 16, mit der Änderung, dass nun 18 Pferde an den Start kamen. Zusätzlich änderten sich die Systemzahlen, die nun dreistellig waren. Die erste Zahl gab immer noch die Anzahl der Bankpferde an. Die beiden folgenden Zahlen die Anzahl der kombinierten Pferde. Mit Einführung des Spiels 5 aus 18 wurden erstmals Monatsscheine angeboten.
Ab 1975 konnte man mit jedem Spielschein zusätzlich an der Lotterie Spiel 77 teilnehmen.

### Regelwerk 6 aus 18
Im neuen Regelwerk mussten nun im Pferdetoto und im Pferdelotto jeweils die ersten sechs Pferde eines RennQuintett-Rennens vorhergesagt werden. Der Spieleinsatz wurde von 2 DM auf 1 DM pro Tippreihe gesenkt. Die Auszahlungen im Pferdetoto und im Pferdelotto wurden in eine gemeinsame Auszahlungsquote zusammengeführt, zusätzlich wurde ein 4. Gewinnrang eingeführt.
Somit ergab sich folgende Gewinnverteilung:
- Gewinnrang 1: wenn alle sechs Pferde in korrekter Reihenfolge vorhergesagt wurden oder alle sechs Lottonummern getroffen wurden.
- Gewinnrang 2: wenn fünf der ersten sechs Pferde an korrekter Stelle vorhergesagt wurden oder fünf Lottonummern getroffen wurden.
- Gewinnrang 3: wenn vier der ersten sechs Pferde an korrekter Stelle vorhergesagt wurden oder vier Lottonummern getroffen wurden.
- Gewinnrang 4: wenn drei der ersten sechs Pferde an korrekter Stelle vorhergesagt wurden oder drei Lottonummern getroffen wurden.

Zusätzlich gab es nach wie vor die Prämienausschüttung der Klassen A und B, in welchen nun diejenigen Spieler gewannen, die alle sechs Pferde in beliebiger (vertauschter) Reihenfolge vorhergesagt (Klasse A) bzw. die fünf der ersten sechs Pferde in beliebiger Reihenfolge vorhergesagt hatten (Klasse B).

### Regelwerk 3+4 aus 18
Im erneut geänderten Regelwerk musste der Spieler im Pferdetoto die ersten drei Pferde des RennQuintett-Rennens in richtiger Reihenfolge vorhersagen. Im Pferdelotto waren die ersten vier Pferde in beliebiger Reihenfolge vorherzusagen. Die Gewinnausschüttung erfolgte nun im Pferdetoto und im Pferdelotto jetzt wieder in getrennten Gewinnklassen. Zusätzlich waren Kombigewinne möglich. Der Einsatz je Tippreihe von 1 DM wurde beibehalten.
So gewann man im Pferdetoto:
- Gewinnrang 1: wenn alle drei Pferde in der korrekten Reihenfolge vorhergesagt wurden.
- Gewinnrang 2: wenn die ersten drei Pferde in beliebiger Reihenfolge vorhergesagt wurden.

und im Pferdelotto:
- Gewinnrang 1: wenn alle vier Pferde vorhergesagt wurden.
- Gewinnrang 2: wenn drei von vier Pferden vorhergesagt wurden.

Zusätzlich erfolgten Auszahlungen von Kombigewinnen in vier Gewinnklassen:
- Gewinnklasse A: Gewinnrang 1 im Pferdetoto und Gewinnrang 1 im Pferdelotto.
- Gewinnklasse B: Gewinnrang 2 im Pferdetoto und Gewinnrang 1 im Pferdelotto.
- Gewinnklasse C: Gewinnrang 1 im Pferdetoto und Gewinnrang 2 im Pferdelotto.
- Gewinnklasse D: Gewinnrang 2 im Pferdetoto und Gewinnrang 2 im Pferdelotto.[7]

### Mittwochsturf 2 mal 5 aus 15
Der Mittwochsturf war der Versuch, eine dem RennQuintett angelehnte Spielmöglichkeit in der Mitte der Woche durchzuführen. Hierbei mussten jeweils die ersten fünf Pferde zweier Mittwochsturf Rennen (Rennen A + B) in beliebiger Reihenfolge vorhergesagt werden. Hierbei trugen die Pferde im Rennen A die Programmnummern 1 – 15, im Rennen B zusätzlich zu den Programmnummern noch die Mittwochsturf Nummern 21 – 35. Die Annahme der Spielscheine erfolgte ebenfalls über die Lottoannahmestellen (eventuell nur in NRW zu spielen). In Normalfall wurde ein Rennen auf einer Galopprennbahn und ein Rennen auf einer Trabrennbahn ausgetragen. Es kam jedoch auch vor, dass beide Rennen auf einer Rennbahn stattfanden (z. B. in Düsseldorf).

### Regelwerk 2 mal 3 aus 15
In der zuletzt gewählten Spielvariante wurde komplett auf das Pferdelotto verzichtet. Nun wurden an jedem Wochenende zwei RennQuintett-Rennen ausgetragen, bei welchen die ersten drei Pferde in richtiger Reihenfolge (wie bei der Dreierwette) vorhergesagt werden mussten. Die Pferdenummern waren wie im Mittwochsturf im Rennen A die Programmnummern 1 – 15, im Rennen B die RennQuintett-Nummern 21 – 35. Es gab für jedes RennQuintett-Rennen separate Gewinnränge sowie einen Kombigewinn. Der Spieleinsatz pro Einzelwette wurde wieder auf 2 DM angehoben. Die Quotenermittlung erfolgte nach folgender Festlegung:
- Rennen A 1. Gewinnrang: wenn die ersten drei Pferde im Rennen A in korrekter Reihenfolge vorhergesagt wurden.
- Rennen A 2. Gewinnrang: wenn die ersten drei Pferde im Rennen A in beliebiger Reihenfolge vorhergesagt wurden.
- Rennen B 1. Gewinnrang: wenn die ersten drei Pferde im Rennen B in korrekter Reihenfolge vorhergesagt wurden.
- Rennen B 2. Gewinnrang: wenn die ersten drei Pferde im Rennen B in beliebiger Reihenfolge vorhergesagt wurden.

Kombinationsgewinn: wenn die ersten drei Pferde der Rennen A und B in richtiger Reihenfolge vorhergesagt wurden.
Ein jeweiliger Gewinn im 1. Gewinnrang schloss den Gewinn im 2. Gewinnrang aus. Der Kombigewinn wurde zusätzlich erzielt.

## Ersatzstarter
In jedem RennQuintett-Rennen wurden zu den startenden Teilnehmern im Rennprogramm drei Ersatzstarter benannt. Diese waren mit den Rennnummern E1, E2 und E3 gekennzeichnet. Startete einer der regulären Teilnehmer nicht, trat der Ersatzstarter an dessen Stelle und trug dessen Nummer auf der Satteldecke, bzw. am Kammdeckel.

## Regelwerk für den ausführenden Rennverein
Die Bestimmungen zur Durchführung eines RennQuintett-Rennens waren in der Rennordnung des Direktoriums für Vollblutzucht und Rennen in der Anlage 10 definiert. Hier wurde unter anderem auf die besondere Bedeutung des RennQuintetts in der Öffentlichkeit und die strikte Einhaltung des Regelwerks durch alle Beteiligten hingewiesen. Die Startzeiten waren an Samstagen zwischen 15 und 17 Uhr, an Sonntagen nicht später als 16 Uhr anzusetzen. Die Durchführung von Totalisator-Dreierwetten war (vermutlich 1975–1983) nur mit Zustimmung des Vereins zur Förderung von Vollblutzucht und Traberzucht, sowie der Lotto-Gesellschaften statthaft. Wurde ein oder mehrere Ersatzstarter eingesetzt, liefen diese im Totalisator auf der Rennbahn Ohne Wetten und waren im Endresultat zu streichen.

## Berichterstattung
Eine Liste mit den startenden Pferden wurde in der Fachpresse (z. B. Sport-Welt, Deutsche Traber Zeitung, Heat, Herold u. a.) oder in der Tagespresse veröffentlicht. Zusätzlich erfolgte die Berichterstattung über diverse Magazine und Informationsbroschüren. Ergebnisse wurden schon am Abend des RennQuintetts in der Sportschau veröffentlicht. Durch Fach- und Tagespresse bzw. Aushang an den Annahmestellen erfolgte die Bekanntgabe der Gewinnquoten.
Gegen Ende der 1970er Jahre wurde über die Deutsche Bundespost eine Telefonansage unter der Nummer 1152 geschaltet, um Rennergebnisse und Quoten abzuhören.

## Geschichte
Ein Vorläufer des RennQuintetts war in den 1950er Jahren das Pferdetoto.
Zu Beginn der 1970er Jahre entschloss man sich zur Einführung einer von Nordwestlotto durchgeführten Großwette für Pferderennen. Diese sollte vor allem dem Pferderennsport zu weiterer Popularität verhelfen und durch einen Teil des Umsatzes die deutsche Vollblut- und Traberzucht unterstützen. Hierzu konstituierte sich am 18. Januar 1971 in Köln unter dem Vorsitz von Uwe Scherping und Stellvertreter Dr. Josef Effertz der Verein zur Förderung von Vollblutzucht und Traberzucht, welcher mit der Durchführung der neuen Großwette beauftragt wurde. Besonders durch das Pferdelotto wollte man diejenigen Spieler für den Rennsport gewinnen, welche über keine besonderen Fachkenntnisse verfügten.

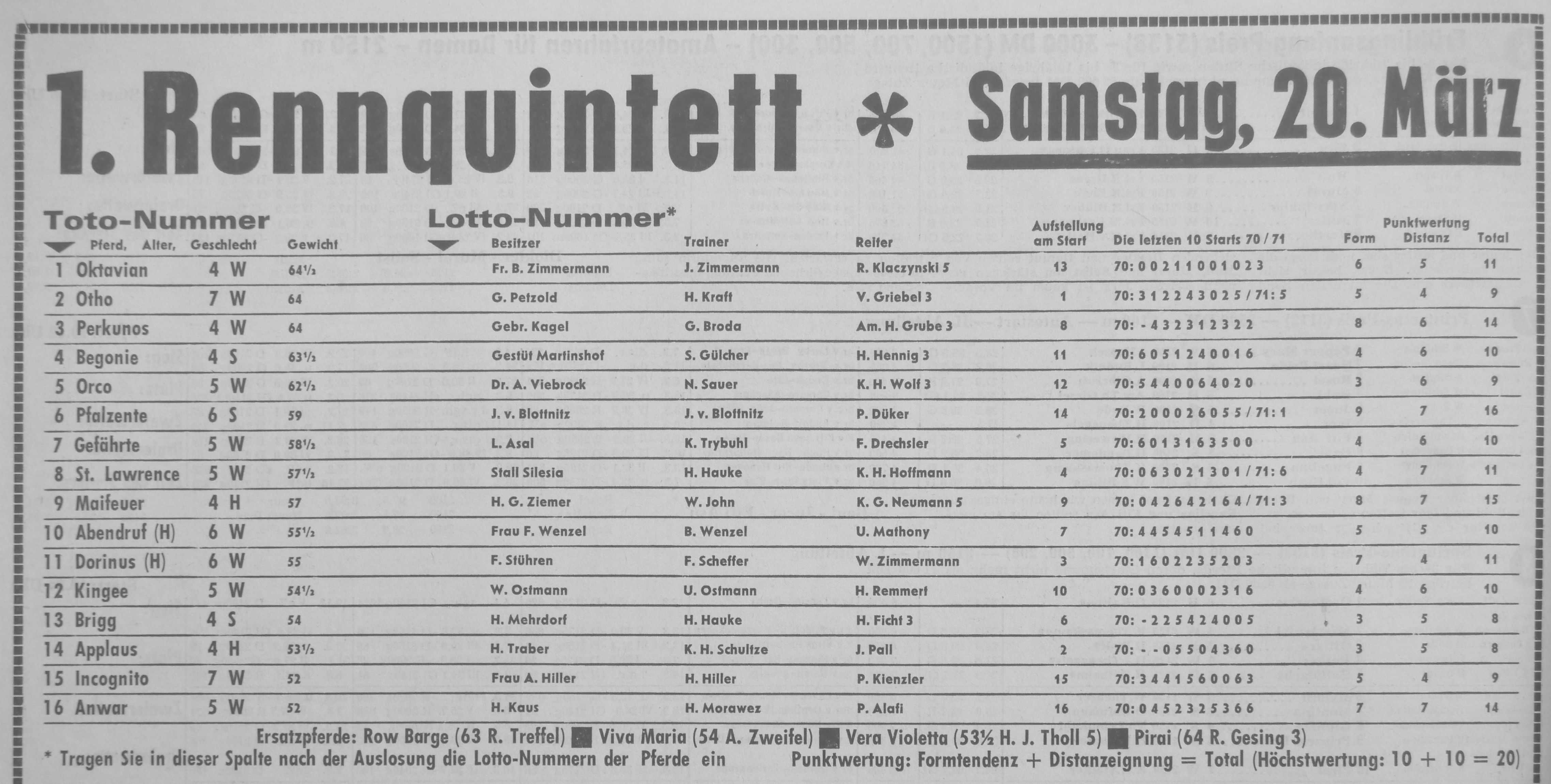
Starterliste 1. RennQuintett

Mit einem Rennen auf der Galopprennbahn Gelsenkirchen-Horst am 20. März 1971 begann zunächst nur Nordwestlotto (heute: Westdeutsche Lotterie GmbH & Co. OHG, kurz: WestLotto) als Veranstalter. Dieses erste RennQuintett hatte den Titel Goldregen-Rennen, führte über eine Distanz von 1.650 Meter und war mit 10.000 DM an Rennpreisen dotiert. Zur Premiere loste Nordrhein-Westfalens Innenminister Willi Weyer persönlich im Führring die Nummern des Pferdelottos aus.
Es siegte Oktavian (Siegtoto 120:10) vor Maifeuer (Siegtoto 58:10). Drittes Pferd wurde Gefährte (Siegtoto 66:10), vor Applaus (Siegtoto 139:10) und Orco, als größter Außenseiter im Feld (Siegtoto 903:10).
Aus dieser Reihenfolge (1 – 9 – 7 – 14 – 5) ergaben sich für den Pferdetoto folgende Gewinnquoten:
- 1. Rang nicht getroffen
- 2. Rang 3.444,50 DM
- 3. Rang 64,00 DM

Im Pferdelotto waren den o. g. Pferden die Lottonummern 5 – 4 – 13 – 6 – 1 zugelost worden. Hieraus ergaben sich folgende Gewinnquoten:
- 1. Rang nicht getroffen
- 2. Rang 9.103,50 DM
- 3. Rang 100,95 DM

Gemäß den RennQuintett-Regeln wurde die im 1. Rang verbliebene Summe auf den darunter liegenden Rang weitergeleitet. Der Umsatz der ersten Veranstaltung lag bei rund einer dreiviertel Million D-Mark und wurde als großer Erfolg gefeiert.
Das Zweite RennQuintett fand eine Woche später auf der Galopprennbahn Krefeld statt. Mit Paganini gewann unter Harro Remmert das für Grandgoshier eingesetzte Ersatzpferd. Es fanden sich im Pferdetoto und Pferdelotto wieder keine Gewinner im 1. Rang. Um die Aussicht auf hohe Gewinnquoten zu erhöhen, änderte man daher schon zum dritten RennQuintett die Regeln und ließ von nun an nicht besetzte Gewinnränge in einen Jackpot einfließen.
In der dritten Veranstaltung auf der Galopprennbahn Köln fanden sich im Pferdetoto im ersten Rang wieder keine Gewinner. Im Pferdelotto wurden 57.919,80 DM an einen Gewinner ausgezahlt. Dieselbe Summe stand nun in der vierten Veranstaltung im Pferdetoto als zusätzlicher Jackpot zur Ausspielung. Diese wurde am 10. April erstmals beim Trabrennen auf der Trabrennbahn Gelsenkirchen (heute GelsenTrabPark) durchgeführt. Durch den Jackpot wurden im Pferdetoto 109.283 DM ausgezahlt. Drei Arbeitskollegen aus Duisburg teilten sich diesen Gewinn. Bereits eine Woche später gewann ein Tipper aus dem Rheinland stolze 99.725 DM im Pferdelotto. Wiederum einige Wochen später war der Jackpot erneut angewachsen, so dass eine Hausfrau in der Veranstaltung am 1. Mai auf der Galopprennbahn Mülheim 155.347,45 DM im Pferdetoto gewann.
Zum Vergleich: Der VW-Käfer kostete in der Grundversion im August 1971 5.045 DM.
Bereits im Mai gab es eine Prämienausschüttung in Höhe von einer halben Million Mark. An dieser nahmen alle im Monat Mai abgegebenen Tippscheine in Form einer Verlosung teil. Hierbei kamen 1 × 100.000 DM, 10 × 10.000 DM, 100 × 1.000 DM, 1000 × 100 DM und 10000 × 10 DM zur Auszahlung. Im Juli gab es eine Verlosung von 25 Autos auf alle abgegebenen Spielscheine. Am 3. Juli wurden 5 VW K70 ausgespielt, am 10. Juli 5 Ford Capri, am 17. Juli 5 Opel Manta, am 24. Juli 5 BMW 1800 und am 31. Juli 5 Audi 100 verlost.
Im Herbst 1971 erreichte das progressive Jackpot System des RennQuintetts für die damalige Zeit astronomische Summen. Hieraus resultierend wurde für die 35. Veranstaltung am 13. November auf der Trabrennbahn Dinslaken in den Annahmestellen der Lottogesellschaft für das RennQuintett erstmals über eine Million Mark (1.034.622 DM) Wochenumsatz verzeichnet. Der krasse Außenseitereinlauf (auf der Rennbahn wurde nicht einmal die Dreierwette getroffen) führte zum nochmaligen Anstieg des Jackpots, so dass jetzt im Pferdelotto 624.460,79 DM im Jackpot verblieben. Bei nur einem Treffer hätte es eine Rekordauszahlung in der Bundesrepublik geben können, denn die maximale Gewinnausschüttung beim Zahlenlotto war auf 500.000 DM begrenzt gewesen. In der 36. Veranstaltung am Samstag, den 20. November auf der Galopprennbahn Dortmund kamen die Jackpots im Pferdetoto und im Pferdelotto zur Ausschüttung. Im ersten Gewinnrang des Pferdetotos gab es 191.957,50 DM, im Pferdelotto wurden im ersten Rang 2 Mal 365.099,85 DM ausgeschüttet. In der 36. Ausspielung wurden in den Lottoannahmestellen rund 1,3 Millionen Mark umgesetzt.
Mit der Veranstaltung zum 6. Mai 1972 auf der Galopprennbahn Neuss wurde das Spielsystem erneut geändert. Nach der neuen Formel „5 aus 18“ gingen nun 18 Pferde an den Start. Im Sommer des Jahres wurde der erste Gewinnrang des Pferdelottos in 15 Veranstaltungen hintereinander nicht getroffen, sodass am 5. August 546.603,76 DM im Jackpot standen. Der Wochenumsatz in den Annahmestellen von 1.116.393 DM war das zweitbeste Ergebnis im RennQuintett seit der Einführung. Die glücksbringenden Zahlen wurden auf der Galopprennbahn Gelsenkirchen-Horst ermittelt und ein Handwerksmeister aus Coesfeld gewann bei nur 2,30 DM Einsatz 602.423,40 DM. Es war der höchste Betrag, der bis zu diesem Zeitpunkt im deutschen Pferderennsport ausgezahlt worden war.
Mit der Veranstaltung am 14. Juli 1973 auf der Galopprennbahn München-Riem hielt das RennQuintett in Bayern Einzug. Vom 17. Oktober 1974 an waren schließlich die Lotto- und Totogesellschaften der anderen Bundesländer beteiligt.
Mit der Ausspielung zum 1. Mai 1976 auf der Galopprennbahn Bremen wurde die Spielformel in „6 aus 18“ geändert und somit von seiner Begrifflichkeit Quintett erstmals abtrünnig. Durch die Änderung jedoch sollten noch höhere Jackpots und Auszahlungsquoten erzielt werden. Bilanziert waren seit dem Start im Jahre 1971 rund 250 Millionen Mark Umsatz zu verzeichnen gewesen. Zur Förderung waren rund 40 Millionen Mark in den Sport zurückgeflossen, rund 125 Millionen Mark an die Spieler ausgeschüttet worden. Der höchste Einzelgewinn hatte 713.841,60 DM betragen.
Nachdem in Bremen der Jackpot in Höhe von 505.024,80 DM nicht geleert worden war, standen eine Woche später 661.671 DM im Jackpot. Auf der Galopprennbahn in München-Riem wurde der neue Rekordgewinner ermittelt.
Gewinnquoten 8. Mai 1976:
- 1. Gewinnrang: 807.216,40 DM
- 2. Gewinnrang: 2.322,50 DM
- 3. Gewinnrang: 93,35 DM
- 4. Gewinnrang: 8,95 DM

- Prämienausspielung A: 547,15 DM
- Prämienausspielung B: 7,60 DM

Bereits Anfang September 1977 wurde die neue Spielformel wieder verändert, und das RennQuintett lief nun unter dem Begriff „3 + 4 aus 18“. Nach wie vor waren die Umsatzzahlen gut. 1978 wurden in der Bundesrepublik Deutschland rund 66 Millionen D-Mark im RennQuintett umgesetzt. Obwohl sich in dieser Zeit die Rennbahn-Dreierwette in fast alle Rennen eines Renntages etabliert hatte, wurde diese nach wie vor in RennQuintett-Rennen ausgesetzt (siehe Regelwerk für den ausführenden Rennverein). Der Hintergrund war vermutlich, dass die Wetter ihr Geld im RennQuintett einsetzen sollten. Am 1. Juli 1979 war das Deutsche Derby in Hamburg-Horn erstmals ein RennQuintett.
1981 kam es zum Rekordgewinn im RennQuintett. Ein Spieler aus Nordrhein-Westfalen gewann die damals immense Summe von 2.993.243 DM. Zuvor hatten Spieler bereits vier Mal rund 1,5 Millionen Mark aus den Jackpots geholt.
Im September 1982 wurde die Testphase einer neuen, zusätzlichen Spielidee gestartet. Es wurde der Mittwochsturf 2 mal 5 aus 15 eingeführt. Auch in den Rennen des Mittwochturfs wurde anfänglich auf die Rennbahn-Dreierwette verzichtet. Doch bereits im Oktober wurde diese aus dem RennQuintett übernommene Regel geändert und in den Mittwochsturf Rennen konnten die Spieler auf den Rennbahnen Dreierwetten anlegen. Nach anfänglich guten Umsatzzahlen ließ das Interesse der Spieler jedoch schnell nach, sodass der Mittwochsturf wieder eingestellt wurde.
Anfang Mai 1983 wurde die Spielformel des RennQuintetts ein letztes Mal verändert. Unter dem Titel „2 mal 3 aus 15“ wurde nun auf das Pferdelotto gänzlich verzichtet. Durch den Wegfall des Pferdelottos sprangen viele der Laien ab, da bei der neuen Spielformel mehr Fachkenntnis erforderlich war. Die ersten Rennen wurden am 7. Mai auf der Galopprennbahn Gelsenkirchen-Horst und der Galopprennbahn München-Riem durchgeführt. Von nun an wurde die Totalisator-Dreierwette nicht mehr ausgesetzt und stand in direkter Konkurrenz zum RennQuintett (Ausnahme Quotenverteilung).
Die Veranstalter versuchten immer, ein Galopp- und ein Trabrennen zu kombinieren. Dennoch waren nun die Umsätze rückläufig und erreichten 1986 gerade einmal 7,9 Millionen Mark Jahresumsatz. In den ersten 10 Wochen des Folgejahres brach der Umsatz nochmals um 40 % ein. Die immer geringer werdenden Auszahlungsquoten machten das Wetten auf den Rennbahnen lukrativer. So gab es bei einem RennQuintett-Rennen auf der Galopprennbahn Hannover im 1. Gewinnrang den Betrag von 818,20 DM für 2 Mark Einsatz, während die Rennbahn-Dreierwette mit 36720:10 (entsprechend 7.344 DM für 2 Mark Einsatz) zu Buche schlug (13).
In den 1990er Jahren gingen aber die Einsätze nach und nach so stark zurück, dass die Betriebskosten die Veranstaltungen nicht mehr rechtfertigen konnten. Daher schieden bereits einige Landeslottogesellschaften aus (zum Beispiel Baden-Württemberg am 1. Januar 1996). Im Jahr 2002 bilanzierte man nur noch einen Jahresumsatz von 396.600 € (ca. 773.370 DM) (16).
Die letzten Wetten wurden für Rennen am 27./28. September 2003 in Bayern, Hamburg, Nordrhein-Westfalen und Rheinland-Pfalz angenommen. Beide Rennen (A + B) wurden auf der Galopprennbahn Köln am Wochenende um den Preis von Europa durchgeführt. Das Rennen B hatte den Titel Anilin-Rennen und wurde am 28. September 2003 um 18:30 Uhr gestartet. Es gewann Pure Pleasure (Siegtoto 76:10) unter Frau H. Muchova.

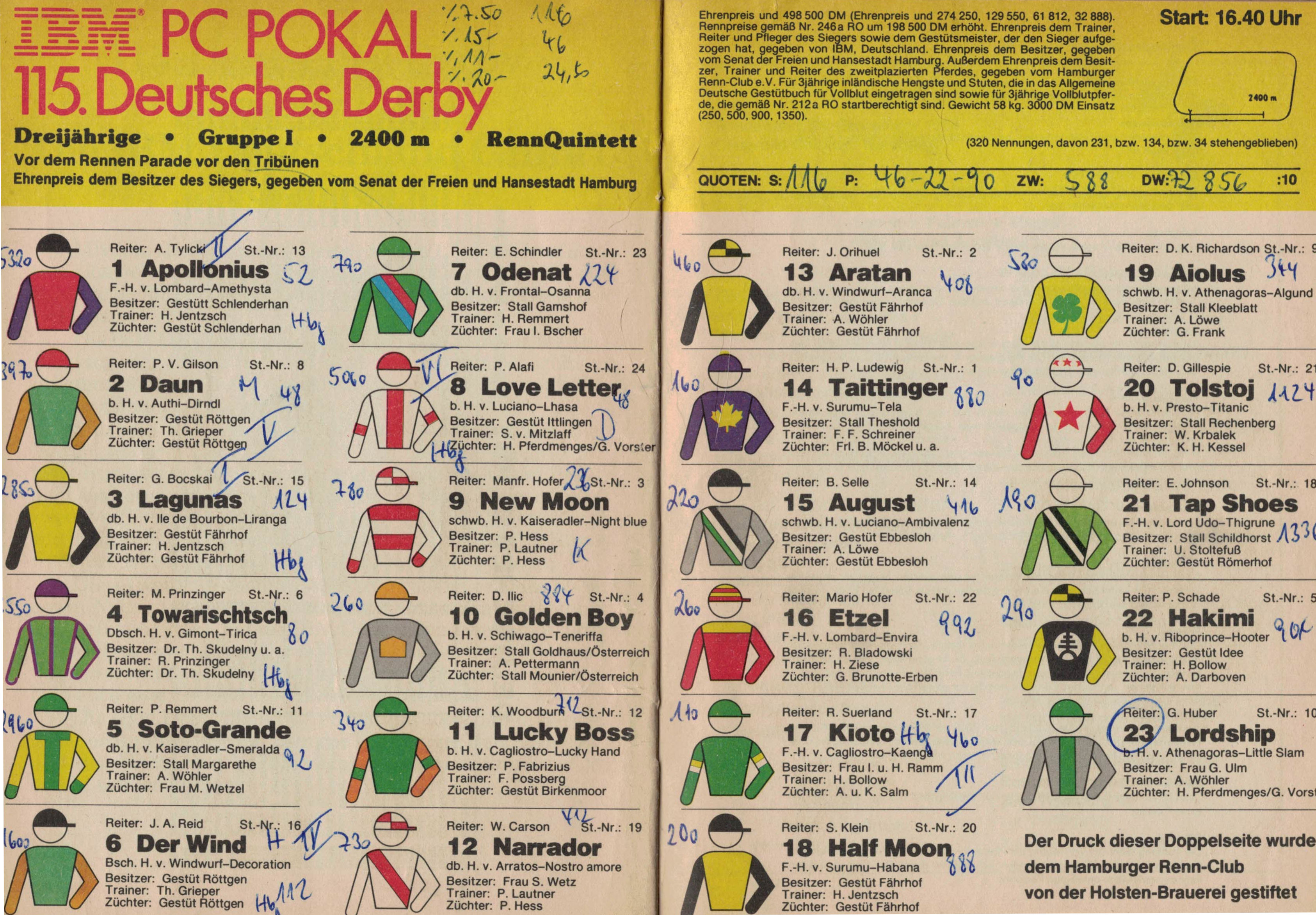
Deutsches Derby 1984

## RennQuintett im Deutschen Derby
1979 war das 110. Deutsche Derby auf der Galopprennbahn Hamburg-Horn erstmals ein RennQuintett-Rennen (Spielformel 3 + 4 aus 18). Von den 20 startenden Pferden waren nur die ersten 18 Programmnummern für das RennQuintett entscheidend. Hier gab es trotz RennQuintett zusätzlich die Totalisator-Dreierwette. Auch nach Änderung der Spielformel in 2 mal 3 aus 15 wurde in einigen Jahren das bedeutendste Deutsche Galopprennen zur Ermittlung des RennQuintetts verwendet. Auch hier waren nur die ersten 15 Programmnummern ausschlaggebend. Einlaufende Pferde mit höheren Startnummern wurden für das RennQuintett nicht gewertet und durch die nachfolgenden Programmnummern bis 15 ersetzt. Im Jahr 1984 wurden sogar Rennen A (115. Deutsches Derby) und Rennen B (J.J. Darboven-Rennen) auf der Derbybahn ausgetragen.

## Wettbetrug im RennQuintett
Einer der größten Wettbetrugsskandale der Bundesrepublik Deutschland verbindet sich mit dem RennQuintett und wurde insbesondere im Jahr 1981 vor dem Landgericht in Düsseldorf verhandelt. Der Tathergang lag zu diesem Zeitpunkt bereits 10 Jahre zurück, doch waren die damaligen Aussagen der Beteiligten nicht ausreichend gewesen, um ein Verfahren zu eröffnen. Erst 1976 lagen verwertbare Aussagen vor, und es wurde unmittelbar durch das Verbandsgericht die Staatsanwaltschaft eingeschaltet.
Als Drahtzieher und Financier wurde ein Kaufmann aus Ratingen angeklagt, welcher über einen Jockey als Mittelsmann durch Bestechung anderer Jockeys den Ausgang mehrerer RennQuintett-Rennen beeinflusst hatte. Er hatte in den betreffenden Rennen jeweils acht der sechzehn Jockeys die Order erteilt, nicht unter die ersten fünf Plätze zu reiten. Die übrigen 8 Pferde kombinierte er im Vollsystem 08.
Erstmals wurde ein Coup am 7. August 1971 auf der Galopprennbahn Mülheim durchgeführt. Das Bestechungsgeld belief sich auf 3.000 DM je Jockey. Der Gewinn betrug 206.459 DM. Der nächste Coup gelang am 21. August auf der Galopprennbahn Düsseldorf und brachte einen Gesamtgewinn von 244.484 DM. Beim dritten Coup ging ihnen am 6. November auf der Galopprennbahn Krefeld ein Betrag von 106.977 DM ins Netz.
Da für die Auszahlungen nicht die Rennvereine, sondern Nordwestlotto verantwortlich war, bemerkte man auf den Rennbahnen zunächst nichts. Der Lottogesellschaft hingegen war aufgefallen, dass größere Gewinne häufig an dieselbe Person ausgezahlt worden waren.
Als im Jackpot des Pferdelottos am 20. November 1971 auf der Galopprennbahn Dortmund über 600.000 DM zur Ausschüttung kamen, sollte der nächste Coup erfolgen. Die Einsätze aller Beteiligten betrugen rund 100.000 DM, doch der Betrug ging schief. Zwar wurden die Lottozahlen der Pferde ordnungsgemäß vor dem Rennen gezogen, jedoch erst nach Bestätigung des Ergebnisses bekannt gegeben. Hierdurch war die Möglichkeit, die passenden Personen zu bestechen, für das Pferdelotto nicht mehr gegeben.

## Nachbetrachtung
Für das rückläufige Interesse werden verschiedene Faktoren genannt: Allgemein hat das Interesse an Pferderennen und Pferdewetten nachgelassen, die Gewinnquoten sind bei den staatlichen Lotto- und Totogesellschaften geringer, weil nur die Hälfte der Einsätze ausgeschüttet wird, der Wettmodus hat sich zu häufig geändert und die Konkurrenz anderer Sportwetten, einschließlich des staatlichen ODDSET, wurde zu groß.
Wie bei den anderen staatlichen Wetten und Gewinnspielen auch wurde die Hälfte des Einsatzes für gemeinnützige Zwecke verteilt. Begünstigte Destinatäre waren unter anderem Sportverbände, Reit- und Fahrvereine, Galopperverband und Pferdezuchtvereine.